# Alfred Browne
Alfred Browne, född 1 juli 1959, är en friidrottare från Antigua och Barbuda. Han deltog vid olympiska sommarspelen 1984 och olympiska sommarspelen 1988.